# 弱酸性ミリオンアーサー
『弱酸性ミリオンアーサー』（じゃくさんせいミリオンアーサー）は、ちょぼらうにょぽみによる『拡散性ミリオンアーサー』及び『ミリオンアーサーシリーズ』をテーマにした4コマ漫画、またはそのWebアニメ。

## 概要
ちょぼらうにょぽみ初のアプリ内連載漫画。拡散性ミリオンアーサーはサービスが終了しているが、乖離性ミリオンアーサーのアプリ内で第1期分を見ることができた。また、アプリ内のお知らせページより閲覧可能。
2015年11月20日よりアニメ化され、Webアニメを配信していた。
2015年9月1日より、LINEのクリエイターズ・スタンプが発売開始となった。ただし、エルの服装の露出が減り、ワンピースのようなデザインになっている。
『ミリオンアーサー アルカナブラッド』ではエルがサポートキャラとして参加している他、弱酸性を題材としたステージも登場している。

## キャラクター

### 拡散性からの主要人物
エル
声 - 井口裕香
周りをはばからずに行動する湖の妖精。自らおまんじゅう工場を設立して会長に就任するほど甘い物が好き。
魔ーサーに対し股間に接触しながら「ナイスちんちん！」というセリフを発したため、作中解説で「通称ナイチン」とされる。また『ミリオンアーサー アルカナブラッド』では彼女を召喚し、相手にヒットさせるとナイチンでダメージを与える。
正体不明の企業「オッペラスッチョンコーポレーション」の幹部格であり、金儲けのためなら非道になれる。
日頃から必殺技の開発に余念がなく、作中では「エル・タイガー」と「エル山靠」を繰り出している。
弱酸型大納言エル（エル大納言）
声 - 井口裕香
マッチョな姿のエル。大納言を名乗っており「様」をつけて呼ばないと逆上する破天荒ぶりが目立つ。
戦闘能力は極めて高く、そこにいるという事実だけで強力な騎士達を圧倒できる有無を言わせない存在感を誇る。
ビスクラヴレット（ビスクラ）
声 - 井澤詩織
就活中の騎士。「ワンパン」の叫びと共にパンチを繰り出す。
人狼だが語尾に「～ニャ」をつけるなど、猫のような喋り方をする。
「しっポルネード」という尻尾を使って相手をグルグルにする必殺技を持つ（ダメージはなく、むしろ快感らしい）。
アーサー 技巧の場（技ーサー）
声 - 佐藤利奈
エクスカリバーに選ばれたブリテン王候補者の一人。顔が良ければ男女問わず愛せるらしい。
水着を見ると口に入れたくなる。
アーサー 魔法の派（魔ーサー）
声 - 釘宮理恵
エクスカリバーに選ばれたブリテン王候補者の一人。男性。エルのナイチンの最初の犠牲者である。
気弱で振り回されやすく、周りからの迷惑をこうむっている。
因子集めを課せられているが、自分の意志を放棄し一般的な論理観を失っている。
アーサー 剣術の城（剣サー）
声 - 宮野真守
エクスカリバーに選ばれたブリテン王候補者の一人。『弱酸性』に登場するアーサーの中では最も出番が少ない。
『拡散性』のサービス終了による失意のもと自害を図ったが、その強靭な腹筋により事なきを得て、第二の人生を歩み始めた。
ガウェイン
声 - 浪川大輔
湖の騎士。泣き上戸。強靭だが人格面に問題がある。好きなものは金平糖、嫌いなものはピーマン。
自由奔放なエルに振り回される事が多いものの、エルからは（特に高額で売れるカブトムシやクワガタの）虫取りの才能を認められている。
エルから与えられた土地を耕し大根を作るが、エルが畑より駐車場のほうが金になるという理由であっさり駐車場にされた。
ガラハッド
声 - 花澤香菜
湖の騎士。オッペラスッチョンコーポレーション設立者にして総帥。
得意料理は卵かけご飯。根に持ったらしつこいタイプ。
多忙な日々を送りつつも毎日欠かさず行う「柱にしがみ付いてペロペロする朝の運動」の様子はエルも引くほどすさまじい。

### 乖離性からの主要人物
ウアサハ
声 - 金元寿子
スカアハのメイド妖精。家事は得意。主にツッコミ役。
「カスタネットを耳で鳴らしながら盲腸の手術をする」など、スカアハに様々な（役に立たない）機能を付けてもらっている。食べすぎた時のカロリー消化方法がかなり独特。
おまんじゅう倶楽部の新商品開発部長であり、尖った商品を連発し一部に熱狂的固定ファンを持つ。
原作『乖離性』と漫画版では普通の口調で話すが、アニメ版では担当声優の金元のアドリブが採用され英語交じりの片言で喋るようになっている。
弱酸型フルアーマーウアサハ（フルアーマーウアサハ）
声 - 金元寿子
もったいないおばけを引き連れ、武装モードになったウアサハ。
ウアサハがまたがっているもったいないおばけの動力源は勿論ウアサハのおしっこである。
スカアハ
声 - 坂本真綾
遺跡の研究者。特技は調教で、意識高い系。
右斜め前に行かせる事（『乖離性』の探索シークエンスの揶揄）を誰よりも得意としている。
エルからブリテンおまんじゅう工場長に無理矢理任命された。当初は嫌々だったが後に誇りを持つようになり、ブリテン饅頭界の第一人者となった。
なお、自信作の饅頭をエルに全否定された際にはおまんじゅうの味ではなく暴力で復讐しており、おまんじゅう工場で生産した饅頭はエル大納言が爆死するほど不味い味だった。
傭兵アーサー
声 - 阿部敦
エクスカリバーを抜いた王の候補者の一人。報酬よりも後味の良さを優先する変わり者。
毎週末ごとにスカアハの命令で浜辺へ流木集めに行かされている。
富豪アーサー
声 - 岡本信彦
エクスカリバーを抜いた王の候補者の一人。片眼鏡をかけたお金持ちの変態で、最近アイドル（歌姫アーサー）の追っかけを始めた。チェスが得意。
妖精のチアリー達を捕まえて「チアリー女学院」を作り、そこで飼われる烏骨鶏になるのが夢（後に烏骨鶏になる夢は達成した）。
毎月22日に「砂漠で水分を失った際おしっこを蒸発させて、その水分ならぜひ補給したいランキング」を貼りだしている。
盗賊アーサー
声 - 佐倉綾音
エクスカリバーを抜いた王の候補者の一人だが、盗賊。おまんじゅう倶楽部随一の鉄砲玉。
獣の尻尾のアクセサリーは触り心地が良く、モフモフしている。頭部の触角はブーメランとなる。
ガウェイン同様スカアハやエルと技ーサーに振り回される事が多い。
盗賊の修行の一環として万引きをしていた。盗品は主にフリスビー。
後にブリテンバナナ農園のバナナ大臣となる。しかし彼女が作った「バナナ大臣はえらいの歌」はすこぶる評判が悪い。
歌姫アーサー
声 - 内田真礼
エクスカリバーを抜いた王の候補者の一人で、アイドル希望。富豪アーサーのストーカー被害に悩まされている。
歌姫なのにCDデビューは盗賊アーサーに先を越された。
後にアイドルデビューしたものの方向性がブレまくり、他ジャンル展開の末に自分を見失い始めている模様。
歌姫ワニ（やさぐれ厭世型歌姫アーサー）
声 - 内田真礼
ギャンブルでメチャクチャ自暴自棄になった事が原因で、ワニの口の中で暮らしている別世界の歌姫アーサー。
大吟醸より清酒を好み、物理的に引き篭もる事で地下アイドルの可能性を模索している。
ファルサリア
声 - 茅野愛衣
「文明を滅ぼす者」として恐れられている滅茶苦茶強い妖精。
不定期に破壊活動を行う気まぐれな性格で、近くにいると一番扱いがめんどくさいタイプ。
最近ウアサハに妙な親近感を覚え始めた。

### 叛逆性からの主要人物
61話から登場。
団長アーサー
声 - 雨宮天
100万本のエクスカリバーを破壊する為に大剣型エクスカリバーを振るうアーサーの一人。
しっかり者で、チームの和を保つためならバニーも辞さない。
ナックラヴィ
声 - 茜屋日海夏
団長アーサーを甲斐甲斐しく介護するサポート妖精。
面倒見がいいため周囲から依存される事が多い一方、色んな意味でなめられる事も多い。
閣下アーサー
声 - 花江夏樹
100万本のエクスカリバーを破壊する為に魔導書型エクスカリバーを振るうアーサーの一人。
知性的で論理的だが、コーヒーを飲むと酔っぱらってハイテンションになる体質を持つ。
ブリギッテ
声  - 芹澤優
閣下アーサーのサポート妖精。
閣下アーサーを子供っぽくて手のかかる頼りない主と思いつつも、成長を温かく見守っている。
山猫アーサー
声 - 竹達彩奈
100万本のエクスカリバーを破壊する為に重火器型エクスカリバーを振るうアーサーの一人。
秘密主義で、こっそり攻め系水着を買ったりする。流浪アーサーにお熱。
クーピー
声 - 東山奈央
山猫アーサーのサポート妖精。
衣装通りの疑似天然。
流浪アーサー
声 - 中村悠一
100万本のエクスカリバーを破壊する為に2丁拳銃型エクスカリバーを振るうアーサーの一人。
クールで達観しているが、救いようのないロリコンかつドMでケモナーである。
ベトール
声 - 日高里菜
流浪アーサーのサポート妖精。
ロリコンでドMな流浪アーサーの将来を彼女なりに心配している。
錬金アーサー
声 - 水瀬いのり
100万本のエクスカリバーを破壊する為にハンマー型エクスカリバーを振るうアーサーの一人。
いつも真顔にマイペース、早く大人になりたいドジっ娘。視線の先に未来を見ているという噂がある。
ボダッハ
声 - 三森すずこ
錬金アーサーのサポート妖精。
常に自信満々なドジっ子で、最新のお笑いにも精通している。趣味は生理現象観察。
鉄拳アーサー
声 - 柿原徹也
100万本のエクスカリバーを破壊する為にアーム型エクスカリバーを振るうアーサーの一人。
やや粗暴ともいえるほど短絡的な性格で、救いようのない単細胞である。
ティターニア
声 - 高橋李依
鉄拳アーサーのサポート妖精。
猪突猛進な鉄拳アーサーにダメ出しや突っ込みを入れながらも、自分も適所で天然にやらかすなど息は合う様子。

### その他の人物
性感型
声 - 五十嵐裕美
エルが「星冠型の騎士」を何故か「性感型の騎士」と解釈して想像した色っぽい女性騎士。
クルミン
声 - 早見沙織
森で木を伐ることを生業とする妖精。いつも乳首が立っている。
第二型シャビ（シャビ）
声 - 伊藤かな恵
騎士達に次世代の騎士を育てさせるべく、子供の姿で製造された騎士。
グリンゴレット達に幼女として愛されている。
特殊型グリンゴレット（グリゴレ）
声 - 小山力也
極めて優れた名馬達から因子を抜き取って製造された騎士。
ガウェインの愛馬として開発されたが、全く家に帰ってこない。
ユーウェインのライオンと同じ同窓会のメンバー。変態で、人参とトウモロコシが大嫌い。
特殊型ユーウェインのライオン（ライオン）
声 - 中田譲治
騎士ユーウェインが森の中で出会ったとされるライオン。そこそこの変態。
クーホリン
声 - 櫻井孝宏
アルスターから来た槍泥棒。ゲイ・ボルグという槍が好き。
炎夏型フェイ
声 - 伊藤かな恵
妖精フェイの見た目そっくりに作られた騎士。虫を激しく吸い、興奮する。
ポックル
声 - 佐倉綾音
動物や魚を獲って生活を送っている妖精。
姿を見られることを嫌い、その姿を見た者には恐ろしいことが起こると言われている。
第二型カドール（カドール）
声 - 五十嵐裕美
長距離・長時間の活動を無補給で続ける事を目標の一つに掲げている騎士。
リエンス
声 - 勝杏里
目的の為なら臣下の命を盾にする事も厭わない王。
オッペラスッチョンコーポレーションが設立した際に履歴書を持ってガラハッドに媚を売りに来た。
けんじ（鶏）
声 - 小山力也
ガラハッドが拾ってきた鶏。ロキノンボーイの恰好でないと表に出ない。
支援型パルディッシュ（パルディッシュ）
声 - 早見沙織
海底探索を決行する為に製造された騎士。下半身からワカメが無限に生えてくる体質。
フィロソフィ
声 - 芹澤優
海上を行き交う船を管理し続けてきた妖精。
第二型スキニー（スキニー）
声 - 長妻樹里
単独で敵陣に乗り込むことを想定して、妖精仕込みの緑の防護スーツを与えられた騎士。河童ではない。
もったいないおばけ
声 - 佐々木義人
ふいに彼が言い放った「もったいない！（おしっこが）海に還っちゃう！」は、ブリテンの上級者達の間では至言としてレジェンドになりつつある。
第二型スクーデリア（スクーデリア）
声 - 長妻樹里
金に目がなく、大金を積まれれば殺しさえやれる不良騎士。
周りからは殺し屋だからと恐れられているが、シャビからは「今まで見たことがない中二病」として恐れられている。
チアリー（チアリー達）
声 - 井口裕香
妖精の補助を生業としてきた妖精の一種。
第二型デンテンス（デンテンス）
声 - 芹澤優
ツッコミを生きがいとする一風変わった騎士。ピコピコハンマーが大のお気に入り。
ガラハッドを叩きつけるのが趣味で、語尾に「～アル」を付ける。
ししゃも
声 - ブリテンの皆様
その昔ブリテンが外敵に支配されそうになった時に大量のししゃもが沿岸に打ち上げられながらも抗議してくれた事を感謝する「ししゃも祭り」と呼ばれるお祭りがある。
虚無型エターナル・フレイム（エターナルフレイム）
声 - 長妻樹里
カグヅチの因子と龍の因子が入っていると噂される騎士。左手から青い炎・右手から赤い炎が出ている。
岩野弘明（岩野P）
声 - 佐々木義人
スクウェア・エニックスのゲーム『ミリオンアーサー』シリーズのプロデューサー。
2019年3月末をもってスクウェア・エニックスを退社したため、アニメ版の第7クールからはスタッフクレジットに表示されていない。
第二型テンショウ（テンショウ）
声 - 井澤詩織
偶然自分自身を巨大化するスペルを習得した騎士。
最近の悩みは巨大化した時に他の騎士にスカートの中を覗き込まれる事。
グィネヴィア
ブリテン内の一地方「カメリアド領」の王女。円卓の管理者だが、パッド疑惑がある。
子供
声 - 佐倉綾音（A）、雨宮天（B）、金元寿子（C）
支援型オルトリート（オルトリート）
声 - 上坂すみれ
様々な物品・人物を半日間白鳥に変身させる魔法を得意とする騎士。
金で働くが、金品そのものより自分の魔法に振り回される人々を見て悦に浸るふしがある。
野犬
声 - 佐々木義人（A）、阿部敦（B）
ランスロット
声 - 神谷浩史
他の騎士を圧倒するほどの戦闘能力を持つ最古参の騎士。
腹ごなしの運動に始めた落語（なぞかけ）で「ランスロっち」として一躍人気者になるが、エルの金的を食らい有給休暇を取る羽目になった。
女性たち
声 - 茅野愛衣、雨宮天
支援型スリング（スリング）
声 - 田所あずさ
常にお腹を空かせている少女。お菓子が無くなると象以上の嗅覚を如何なく発揮する。
ケルピー
声 - 雨宮天
沼に近づいた者を水中に引きずり込む馬の妖精。
強敵
声 - 阿部敦
秘境を探索していると遭遇する。
PSVita版/PS4版『乖離性ミリオンアーサー』配信決定記念CM第2弾に登場した海外の反応
声 - 佐々木義人（アメリカ）、茅野愛衣（メキシコ）、中田譲治（プエルトリコ）、福井紀介（日本）
学徒型エニード（エニード）
声 - 井口裕香
とても大きいそろばんを持つ、計算が得意な騎士。無意識に上目遣いをする。
第二型カログレナント（カログレナント）
声 - 村上裕哉
幽霊や怪人の目撃談における最初の証言者でありながら、解決する側には回れない損な役回りを背負っている騎士。
注意力のないトラブルメーカーで、進んで罠に引っかかるほどの犠牲的精神の持ち主。
モーガン・ル・フェイ（モーガン）
声 - 悠木碧
3人の魔女の三女。モルゴースとエレインの行く末を心配する余り、絶望に似た何かを感じ始めている。
貧乳である事を気にしており、登場する度に泣かされている。
第二型リフォール（リフォール）
声 - 高橋李依
ブラックホールを操る黒魔術系少女。
未発達ボディが逆にそそる。
感謝型カンタンテ（カンタンテ）
声 - 井口裕香
祝福の歌声を持つ少女の因子から製造された騎士。
彼女の祝福の歌声を聴いた者は感謝の気持ちで満たされるという。
「歌ってみた」動画を動画サイトに投稿するが、その3日後投稿した動画が炎上していたため声が出なくなった。
支援型マシロ（マシロ）
声 - 高橋李依
時空を超えた書物に記された「敵に塩を送る」という言葉を調査する目的で、毒団子を敵軍に届ける役割を担っているツインテールの騎士。
敵に警戒をされないように作られたため、無駄に明るい性格になっている。
第二型ユーウェイン（ユーウェイン）
声 - 五十嵐裕美
ユリエンス王とモーガンの因子を組み合わせて作られた騎士。
初投稿した動画のマイリス数は2。
親父
声 - 阿部敦
元金魚すくい屋。エルに巨大な金魚を取られた為、現在は店を畳んでこけしを作っている。
綿菓子屋の客
声 - 浪川大輔（モブA）、岡本信彦（モブB）
支援型パンジー（パンジー）
声 - 五十嵐裕美
花を操る支援型の騎士。かわいいお花になりたいらしい。
モルゴース
声 - 明坂聡美
3人の魔女の長女。好きな食べ物はおかゆ。
言い寄る男達を軽くあしらう日々だったが、気づくと適齢期を過ぎていた。
じじい
声 - 阿部敦
おまんじゅう倶楽部の生殺与奪権を握っている老人。
支援型レプゼン（レプゼン）
声 - 田所あずさ
月の光をモノに籠める力を持つ騎士。
その能力の悪用を恐れる妖精によって人々の為に祈る事を生業とする巫女に祀り上げられた。
嬢
声 - 釘宮理恵（A）、鈴木亜理沙（B）、田所あずさ（C）
居合アーサー
声 - 上坂すみれ
留学中に時空の歪みに巻き込まれ、ブリテンへ飛ばされた青い女子学生。
事故にあった瀕死の弟がいる。パンツは白。
二刀アーサー
声 - ランズベリー・アーサー
留学中に時空の歪みに巻き込まれ、ブリテンへ飛ばされた赤い男子学生。
居合アーサーは決して言わないが、実は彼女とは幼なじみ。武器として彼女の縦笛と鍵盤ハーモニカを持っている。
エル大納言のナイチンでKOされている。
支援型エニード（エニード）
声 - 井口裕香
第二型エレックと共に行動する事を前提に製造された騎士。
とある理由から口を戒めているが、テレパシーで意思の疎通ができる。
ヒョウ
声 - 新井里美（1）、釘宮理恵（2）
二刀アーサーが居合アーサーにダジャレを披露する際に呼ばれたヒョウの兄弟。
激しく叩かれると表情が豹変する。
電波型アーリン（アーリン）
声 - 鈴木亜理沙
ラジオパーソナリティーと農園マネージャーを間違えて応募したおっちょこちょい天然騎士。
電波に乗せて声を届ける「ラジオ」という断絶の時代産の遺跡を用いて情報伝達をする事を得意とする。
華恋型白手のイゾルデ
声 - 明坂聡美
白手のイゾルデの姿そっくりに作られた騎士。本体同様、彼女の想いが報われる事は永遠にない。
恋愛支援に勤しむが、ドロドロの三角関係も大好物。
星冠型スピカ
声 - 井口裕香
おとめ座を作る星々の煌めきからバルゴと対に作られた騎士。
ポジティブ思考でキラキラ好きなお洒落さん。
エレイン
声 - 新井里美
3人の魔女の次女。策略家。爆大卒。大学へは指定校推薦で合格した。
村人たち
声 - 阿部敦、浪川大輔、柿原徹也、佐藤利奈、茅野愛衣、佐々木義人
スカアハ、ウアサハと共にエル大納言に雨乞いした村人達。
こんにゃくアーサー、自転車のタイヤパンクアーサー
声 - 東山奈央（こんにゃくアーサー）、日高里菜（自転車のタイヤパンクアーサー）
ブリギッテが100万人のアーサーの中に、もしかしたらいるかも知れないと考えるアーサー。
モブ
声 - 浪川大輔、茅野愛衣
団長アーサーを自分の美大に勧誘している。
ラタトスク
声 - 大久保瑠美
交響性アーサーをサポートするために交響性マーリンが用意したリスの妖精。
陽気で明るい性格だが、時おり毒のある発言をしたり生意気な態度を取ったりして騎士達の怒りを買っている。
交響性ガラハッド
声 - 花澤香菜
美しい見た目に反して、豪快で男勝りな性格の女騎士。
円卓の騎士内でトップクラスの戦闘能力を持つが、どこか間の抜けた言動を取る事も多く周囲を困惑させることもしばしば。
交響性ガウェイン
声 - 村瀬歩
直情的な熱血漢でありながらも、いざ戦闘となると冷静沈着な側面も見せる騎士。
交響性ガレスを溺愛しており、周りからシスコン呼ばわりされる事もある。
第二型ペリドッド（ペリドッド）
声 - 矢作紗友里
「死神」の試作品。製造直後に脱走した為、本当に死を司る神なのかは不明。
殺生を何とも思わない人でなしだが、最近ストーカー被害に悩まされている。
第二型ミネラル（ミネラル）
声 - 井澤詩織
第二型ペリドッドの因子を用い「死神」の試作品ではなく、戦闘用の騎士として製造された少女。
同じ因子を持つペリドッドに対し愛着があるが、歪んだ愛と性癖を持つ。
第二型サーベル（サーベル）
声 - 花澤香菜
湖で製造され、水を司る妖精に育てられた騎士。
自らを妖精と信じきっているが妖精の言葉は理解できないため、「妖精でない」という言葉は彼女にはタブー。
特異型ナポレオン（ナポレオン）
声 - 浪川大輔
ブリテン近海を漂う幽霊船の中から発見された青年の因子を元に製造された複製。
己の勝利の為にあらゆる手段を講じる徹底した戦マニアで、平等かつ対等な勝負を提唱する者を「甘え」と断じるほどの現実主義者。

## 書誌情報

### 単行本
KADOKAWA/エンターブレインから出版。
| 巻数 | タイトル                | 発売日        | ISBN                   | 収録話                                                                                             |
| ---- | ----------------------- | ------------- | ---------------------- | -------------------------------------------------------------------------------------------------- |
| 1    | 弱酸性ミリオンアーサー  | 2016年3月31日 | ISBN 978-4-04-733131-0 | 第1期、第2期1話 - 47話、イベント4コマ                                                              |
| 2    | 弱酸性ミリオンアーサー2 | 2017年4月1日  | ISBN 978-4-04-733237-9 | 第2期、イベント4コマ、描き下ろし4コマ&各種イラスト、アニメ情報、作って遊ぼう弱酸性、特製ステッカー |

## アニメ
『乖離性ミリオンアーサー』の公式生放送『まじょラボ！』第2回においてWebアニメ化が発表され、2015年11月20日から2017年1月11日まで配信。1分30秒のショートアニメで、1年間（4クール）に渡って配信された。
第1クール（第1話 - 第12話、番外編1）のエンディングは各キャラが集合したイラストにインストゥルメンタルが流れ、各話ごとに登場する人物が変化する仕様になっている。第2クール（第13話 - 第20話、第22話 - 第24話、番外編2）のエンディングは各話ごとにメインとなったキャラが延々と右斜め前に進む映像になり、曲が終わるまでキャラの特徴を表す言葉を発声し続ける仕様になっている。第3クール（第25話 - 第36話、番外編3）のエンディングは「オッペラスッチョンコーポレーション社歌」の社訓を各話ごとに異なるキャラが歌い、曲のサビの部分を11人で合唱する映像になっている。
基本的に毎週更新だが、第3クールは2週遅れの2016年5月18日から、第4クール（第37話 - 第48話）は2016年10月19日から配信された。
PS Vita版/PS4版『乖離性ミリオンアーサー』の配信決定を記念したCMが配信されている。
2017年3月22日には第1クールから第4クール（第1話 - 第48話）と番外編を収録したBlu-ray『弱酸性ミリオンアーサー 2016』がスクウェア・エニックスのe-STOREで販売された。
2017年10月29日に放送されたファミ通Appニコ生部の生放送にて、第5クールの放送が発表された。
2018年3月21日に行われた「御祭性ミリオンアーサー」にて第5クール第1話が先行公開され、22日に正式配信となった。
地上波では『特番性ミリオンアーサー』内で2週にわたりセレクション放送された。また、第6クールのネット配信（単独）に際しテレビアニメ『叛逆性ミリオンアーサー』のCパートとして放送、第2シーズンもCパートで第7期が放送された（未放送エピソードの第84話はBlu-ray『叛逆性ミリオンアーサー』第6巻に収録）。
ニコニコチャンネルのミリオンアーサーチャンネル、およびYoutubeのスクウェア・エニックス公式チャンネルで、番外編を含めたそれまでの全話が無料配信されている（Blu-ray映像特典『ひょっとこブリテン島 (1)～(3)』と第84話『ビバ！オンラインサロン！ (1)～(3)』は配信されていない）。
ナレーションは中田譲治。

### スタッフ
- 原作 - ちょぼらうにょぽみ（スクウェア・エニックス『拡散性ミリオンアーサー』『乖離性ミリオンアーサー』『ミリオンアーサー アルカナブラッド』『叛逆性ミリオンアーサー』『交響性ミリオンアーサー』より）
- 監督、絵コンテ - まんきゅう
- 演出 - 月見里智弘
- 編集 - 横枕洸一
- イラスト作成 - 玉戸さお
- 音響監督 - 小泉紀介（第1 - 第4クール）、まんきゅう（第5 - 第7クール）
- 音響制作 - 神南スタジオ
- 音楽 - 三澤康広
- プロデューサー - 岩野弘明（第1 - 第6クール）
- アニメーション制作 - ギャザリング
- アニメーションプロデューサー - 清水香梨子
- 製作協力 - indigo line（第1 - 第4クール）、レスプリ（第5 - 第7クール）
- 製作 - スクウェア・エニックス

### 主題歌
「オッペラスッチョンコーポレーション 社歌」（#25-#36)
作詞 - ちょぼらうにょぽみ / 作曲 - 三澤康広
「拡散性ミリアサ高校 校歌」（#フォーエバー拡散性MA）
作詞 - ちょぼらうにょぽみ / 作曲 - 三澤康広
「バナナ大臣はえらいの歌」（#56）
作詞 - ちょぼらうにょぽみ / 作曲・編曲 - 三澤康広 / 歌 - バナナ大臣（盗賊アーサー）（佐倉綾音）
「ミリアサあるある」（#59、第7期）
作詞 - スクウェア・エニックス / 作曲・編曲 - 三澤康広
「爆乳音頭」（#60）
作詞 - ちょぼらうにょぽみ / 作曲・編曲 - 三澤康広 / 歌 - モルゴース（明坂聡美）、モーガン（悠木碧）、エレイン（新井里美）、男性の皆様
「おまんじゅう倶楽部の歌」〜○○〜（第6期第1話-第2話、第4話、第8話-第10話）
作詞 - ちょぼらうにょぽみ / 作曲・編曲 - 三澤康広
○○は毎回変わる（下記参照）。
「大納言 is Dead」（第6期第3話）
作詞 - manQ / 作曲・編曲 - Yasuhiro Misawa / 歌 - DAINAGON
「よろしくマンボダンス」（第6期第5話）
作詞 - ちょぼらうにょぽみ / 作曲・編曲 - 三澤康広 / 歌 - 団長アーサー（雨宮天）、錬金アーサー（水瀬いのり）、ナックラヴィ（茜屋日海夏）
「私もうそんな価値観持ってないんですけど」（第6期第6話）
作詞 - ちょぼらうにょぽみ / 作曲・編曲 - 三澤康広 / 歌 - 歌姫アーサー（内田真礼）
「I sing a song for you」（第6期第7話）
作詞 - 松井洋平 / 作曲 - Shilo / 編曲 - 遠藤直弥 / 歌 - 歌姫アーサー（内田真礼）

### 各話リスト
| 話数         | サブタイトル | ED補足 |
| 第1クール    | 第1クール | ED追加 / 変化部分 |
| ------------ | --- | --- |
| #1           | 出会い(1)出会い(2)出会い(3)                                                                                           | なし |
| #2           | エル襲来(1)エル襲来(2)                                                                                                | 消えた木 アイスクリームを舐めるエル |
| #3           | 流星が降り注ぐ!!オッペラスッチョンコーポレーションミリオンアーサー誕生！の巻                                          | 電柱を舐めるガラハッド |
| #4           | ミリオンアーサーは地球を救うクルミン！報酬                                                                            | ビスクラに殴られたアーサー剣術の城 どーにゃつ |
| #5           | エル襲来(3)エル襲来(4)                                                                                                | おまんじゅうシェフのスカアハ |
| #6           | 同窓会送り迎え(1)送り迎え(2)                                                                                          | 毛が抜けるユーウェインのライオン DJエル |
| #7           | ガウェインと蝉(1)ガウェインと蝉(2)ガウェインと蝉(3)                                                                   | 多くのクワガタを捕まえたガウェイン |
| #8           | 機能侵入者、現る(1)侵入者、現る(2)                                                                                    | 耳でカスタネットを遊ぶウアサハ |
| #9           | ガウェインと蝉(4)ガウェインと蝉(5)ガウェインと蝉(6)                                                                   | クワガタをもっとしゃぶる炎夏型フェイ |
| #10          | CM部位(1)部位(2) | ポックル |
| #11          | 2012年冬週末、街で会いましょう待ち合わせ                                                                              | 燃えるけんじ（鶏） |
| #12          | 麺成功への道しるべ(1)成功への道しるべ(2)                                                                              | ブラック社員になったエル |
| 第2クール    | 第2クール | ED補足 / ED登場キャラ / 連呼する言葉 |
| #13          | ぴょんぴょん | ホッピングに乗ったウアサハ 「ぴょんぴょん…（中略）Oh！Yes！」 |
| #14          | YEAH×3(1)YEAH×3(2) | アーサー技巧の場 「ギーギー…（中略）ギーヒヒッ」 |
| #15          | 訓練(1)訓練(2) | 盗賊アーサー 「もふもふ…（中略）もふもふ！」 |
| #16          | 水着美女をさらってみたスキニーの憂鬱(1)                                                                               | アーサー魔法の派 「マーマー…（中略）僕、魔ーサー！」 |
| #17          | 海(1)海(2) | 浮き輪を付けて泳ぐウアサハ 「イェイイェイ…（中略）Oh！Yes！」 |
| #18          | はじめての恐怖おつかい                                                                                                | グリンゴレットに乗ったシャビ 「シャシャ…あたし、シャビちゃん！」！ |
| #19          | 処世術土地 | 大根を持ったガウェイン 「えっ？えっ？…（中略）ちょっと待ってくれよ…」 |
| #20          | みんなの夢ランキング                                                                                                  | 烏骨鶏になった富豪アーサー 「コッココッコ…（中略）ウコケケーイ！！」 |
| #21          | 祭り | 同話の挿入歌「ししゃも音頭」は本編開始と同時に流れた。 |
| #22          | デンテンス(1)デンテンス(2)デンテンス(3)                                                                               | 熱々のコーヒーを頭に乗せたガラハッド 「熱っ熱っ…（中略）あっつーっ！！」 |
| #23          | エタフレちゃん(1)エタフレちゃん(2)                                                                                    | 富豪アーサーに追われる歌姫アーサー 「ランラン…（中略）ウフっ」 |
| #24          | 名勝負相撲大会秋場所の末に困惑                                                                                        | 柱をぶっ壊すエル大納言 「ちんちん…（中略）ナイスちんちん!」 |
| 第3クール    | 第3クール | 社歌歌唱キャラ / 社訓 |
| #25          | 会議(1)会議(2) | エル 社訓(1)：架空の日記を書き「源さん！？源さんじゃないか！」 「いや、僕、豆腐屋のテルです」というやりとりを記入してはならない |
| #26          | 行列(1)行列(2) | ビスクラヴレット 社訓(2)：売られた喧嘩を買った場合は有休を使い放題とす |
| #27          | 変身(1)変身(2)変身(3)変身(4)                                                                                          | オルトリート 社訓(3)：おにぎりツナマヨ大好きで 昆布をこよなく愛する者は即刻クビに処す |
| #28          | 旧ミリアサ主人公の選択(1)旧ミリアサ主人公の選択(2)旧ミリアサ主人公の選択(3)                                           | アーサー技巧の場 社訓(4)：来世がどうしても怖くて眠れないのなら 面接は即合格とす |
| #29          | 友情強さの秘訣 | ガラハッド 社訓(5)：ウブだと噂のあの女は意外にも受けた内職全てを ドブ川に捨てていることを忘れてはならない(オフィスLove可♥) |
| #30          | FEVER | ウアサハ 社訓(6)：例え他者が背中をかいてほしいと懇願しても かいてあげないくらい自己責任であれ |
| #31          | ランスロっちランスロっち 飛翔編                                                                                       | アーサー魔法の派 社訓(7)：ラッコを愛する森ガールはその食事の全てを バイキング形式で行わなければならない |
| #32          | あなた？(1)あなた？(2)                                                                                                | ファルサリア 社訓(8)：でっかいでっかいピーマンを作り それを船にしてはならない |
| #33          | なりたい自分になる(1)なりたい自分になる(2)                                                                            | スリング 社訓(9)：目上の者から怒られる時は 口においもを含んでいなければならない |
| #34          | 一口(1)一口(2)一口(3)                                                                                                 | ガウェイン 社訓(10)：企画書を燃やして家に帰る者が増える程 社員はなるべくベーシストで構成すべし |
| #35          | 車買ってくれ文明と共に返して!私のベストショット                                                                       | エル 社訓(11)：どんなにどんなに辛くても 今世をまっとうすべし！ |
| #36          | FEVER(2) | 盗賊アーサー 社訓(12)：10代女のホットパンツは いろんな反射を利用してでもガン見すべし |
| 第4クール    | 第4クール | ED登場キャラ / 頬のペイント |
| #37          | 復讐スパイラル(1)復讐スパイラル(2)復讐スパイラル(3)                                                                   | エルの舌で「あわは、はは、あはははは、や、やめてください。 あはははは、は、は、や、やめ…」 と舐められる歌舞伎メイクの歌姫アーサー 「はいれぐ」 |
| #38          | そろばん取り戻せ！ブリテンキャンディそろばんを取り戻せ！                                                              | 「そろばん?…電卓?…」と言いながら両手に持った電卓とそろばんを選び迷うエニード 「でんたく」「そろばん」 |
| #39          | 夢、破れし時調子 | 「まさか 麒麟が空想上の生き物だったなんてな… （逆に考えろ…逆に考えるんだガウェイン（中略）集中しろガウェイン… だめだ…! 空想上のオレがんばれ…!）」と悩むガウェイン 「きりん」 |
| #40          | 攻防(1)攻防(2) | 「カフェオ…カ、カフェオーレイ…カフォオレこ…昆布…か…」 と笛を吹きつつ、最後に「カフェオレ昆布まんじゅう」と言うウアサハ 「ぴょん」 |
| #41          | ロゴ(1)ロゴ(2) | 1/8スケールフィギュア『妖精ファルサリア』を 「見て見て。これ私なーの。ふふっ、見た目違うけど私なーの。 ふふっ、2017年1月発売予定なーの。ふふっ、かわいいでしょ」 と宣伝するファルサリア 「にゃん」 |
| #42          | カヌー(4) | 目からレーザーを出したり、他キャラを蹴飛ばす大納言エル 「ナイちん」 |
| #43          | みんなで遊ぼう(1)みんなで遊ぼう(2)                                                                                    | てっぺんの髪の毛をアイスラッガーの様に投げる盗賊アーサー 「チョビヒゲ」 |
| #44          | カンタンテは歌が好き(1)カンタンテは歌が好き(2)カンタンテは歌が好き(3)                                                 | 毒団子を持ちながら「はぁ〜。カンタンテちゃんの歌、ヤバすぎる〜！ ヤバい、あのヤバいがヤバくてヤバいんだよ。ホントにヤバいの。 あ〜えっと、ヤバくてヤバかったからヤバいんだって！ あぁ〜、耳が幸せ〜！」と言うマシロ (頬にはないが「毒団子」と書かれた団子を持っている)                                                                                                |
| #45          | 余念がない。仲間想い                                                                                                  | ガウェインと傭兵アーサーを食べるが、ガウェインは吐き出し傭兵アーサーを飲み込む富豪アーサー 「ようへい」 |
| #46          | 祭り 出店編祭り 金魚すくい編                                                                                          | 頭が振動する電動こけしを持ちながら「え？何でこけしを作ってるかって？ そりゃオンリーワンでいたいからよ。 ワシ好きやねん、オンリーワン！ ワシのこけしは凄いでぇ〜。電動やねん電動。ブルブルブルブル〜！」と言う元金魚すくい屋の親父 (あくまでもモブなので、頬のペイントは無し)                                                                                          |
| #47          | 優しさの系譜パンジーちゃん                                                                                            | 「パンジーちゃんの「パ」は、パイナップル爆弾のパ〜♪」と歌いながら落とし、 「パンジーちゃんの「パ」は、パマリカン島のパ〜♪」と歌いながらくつろぐパンジー 「ぱ」(パマリカン島のシーンのグラスにも「ぱ」) |
| #48          | 自己紹介(1)自己紹介(2)                                                                                                | 「婚活婚活…」と叫んでいるが、徐々に「とんかつとんかつ…」と変わって叫ぶモルゴース 「こんかつ」から「ぼしゅうちゅう」に変化する |
| 第5クール    | 第5クール | ED補足 / ED登場キャラ |
| #49          | 巡り遭いの中、僕らはそれを花と呼んだ(1)巡り遭いの中、僕らはそれを花と呼んだ(2)巡り遭いの中、僕らはそれを花と呼んだ(3) | 『ミリオンアーサー アルカナブラッド』風で、フリスビーズ（フリスビーから出た毒ガスで吐き気がとまらないスカアハ・ウアサハ・盗賊アーサー）とファルイルカが対戦し、自小ダメージで技ゲージを稼ぎ攻撃を仕掛けるも、逆にカウンターで技を仕掛けたファルイルカが勝利 |
| #50          | パスタ(1)パスタ(2)パスタ(3)                                                                                           | 『ミリオンアーサー アルカナブラッド』風で、尻を攻撃されて立ち上がれないガラハッドとデンテンスが対戦し、デンテンスに攻撃されガラハッドがナポリタンをリバースしてデンテンスが勝利 |
| #51          | 月の饅頭屋(1)月の饅頭屋(2)                                                                                            | 『シアトリズム ファイナルファンタジー』風の横スクロールで、レプゼンがエルに与えていた山吹色の菓子が切れてしまったので、『ミリオンアーサー アルカナブラッド』風で月のおまんじゅうを持ったレプゼンとクラッキーのステッキを持ったエルが対戦し、レプゼンが脱ぎたてのパンツを見せてエルと和解                                                                              |
| #52          | あるかな！(1)あるかな！(2)                                                                                            | 『ミリオンアーサー アルカナブラッド』風で、ビスクラから任された岩野さん（岩野弘明プロデューサー）となろう系の波（異世界からやってきた二刀アーサー・居合アーサーのコンビ）が対戦し、岩野さんが岩野玉で攻撃しようとしたところ、大波に全員飲まれて勝負は水に流れた |
| #53          | エニード(1)エニード(2)                                                                                                | 『ミリオンアーサー アルカナブラッド』風で、歌姫アーサーとパラレルワールドでワニの口の中に住んでいる歌姫ワニ（歌姫アーサー）が対戦し、歌姫アーサーがワニの口の中にフェードインするが勝負が付かず |
| #54          | あるかな！(3)あるかな！(4)                                                                                            | 『ミリオンアーサー アルカナブラッド』風で、ヒョウを引き連れた二刀アーサーと居合アーサーが対戦するが、全員泣き出して最後は吐血する |
| #55          | あるかな！(5)あるかな！(6)                                                                                            | EDは第2クールと同様 盗賊アーサー「チョビチョビチョビヒゲ…（中略）ビチョビチョ」 途中から二刀アーサーと居合アーサーが現れる「やっほーっほっほっ…（中略）」 盗賊アーサー「我々の進むべき道は!Right!」二刀アーサー「Diagonally!」居合アーサー「In Front!」 全員「右斜め前!!弱酸性ミリオンアーサー!」 ※奥の背景ではエターナルフレイムと烏骨鶏（富豪アーサー）が飛んでいる |
| #56          | バナナ大臣の日常(1)バナナ大臣の日常(2)                                                                                | 『バナナ大臣の日常(2)』の6コマ目で「バーナナ バナナ 偉いはバナナの大臣さ！ バーナナ バナナ 南極大陸わって出た！ バーナナ バナナ バナナの星からひとっとび」とPV・BGM付きで歌い、同話の7コマ目でアーリンに「その歌がみんな苦痛だそうです！」と言われ「そんなバナナ！」と叫び泣き出す盗賊アーサー。                                                                      |
| #57          | 半熟英雄(1)半熟英雄(2)                                                                                                | 『半熟英雄』風で、おまんじゅう倶楽部のメンバー（スカアハ・ウアサハ・盗賊アーサー・傭兵アーサー）が烏骨鶏に転生した富豪アーサーを召喚してファルサリアと対戦するが、何もしていないのにHPが減っていき、ようへいっちのおしっこで回復するも、ファルサリア軍団のイルカのビームで敗れ、スカアハの工場が陥落する                                                              |
| #58          | あるかな！(7)あるかな！(8)                                                                                            | |
| #59          | エルVSビスクラ(1)エルVSビスクラ(2)エルVSビスクラ(3)                                                                   | |
| #60          | ばく乳まつり(1)ばく乳まつり(2)                                                                                        | |
| 第6クール    | 第6クール | ED副題/歌唱 |
| 第1話 (#61)  | 思春期羽を広げて君に優しさを                                                                                          | やっぱりおまんじゅうの歌 うた - 団長アーサー（雨宮天）、ナックラヴィ（茜屋日海夏） |
| 第2話 (#62)  | これかしら？トリック オア トリートもつれ                                                                              | おまんじゅう倶楽部の小言 うた - エル（井口裕香）、モーガン（悠木碧） |
| 第3話 (#63)  | 大納言に願いを | なし（大納言 is Dead） |
| 第4話 (#64)  | きゃわきゃわ適材適所ブリテン世界陸上                                                                                  | おまんじゅう倶楽部の心得 うた - 富豪アーサー（岡本信彦）、ファルサリア（茅野愛衣） |
| 第5話 (#65)  | はじめまして。コミュニケーション(1)コミュニケーション(2)                                                              | なし（よろしくマンボダンス） |
| 第6話 (#66)  | 就活サバイバー(1)就活サバイバー(2)就活サバイバー(3)                                                                   | なし（私もうそんな価値観持ってないんですけど） |
| 第7話 (#67)  | プチョヘンザ | なし（I sing a song for you） |
| 第8話 (#68)  | 真理極めし者 | 休日の過ごし方 うた - 流浪アーサー（中村悠一）、富豪アーサー（岡本信彦） |
| 第9話 (#69)  | ブレイクタイムみんな持ってるテイクアクション                                                                          | あいつらマヂで切れてきた時の歌 うた - ブリギッテ（芹澤優）、閣下アーサー（花江夏樹） |
| 第10話 (#70) | ピクニック(1)ピクニック(2)ピクニック(3)                                                                               | キライなアイツに車でGO! うた - エル（井口裕香）、ビスクラ（井澤詩織）、ウアサハ（金元寿子）、ファルサリア（茅野愛衣）、盗賊アーサー（佐倉綾音）、富豪アーサー（岡本信彦）、歌姫アーサー（内田真礼）、ガラハッド（花澤香菜） |
| 第7クール    | 第7クール | ED副題/歌唱 |
| 第11話 (#71) | ルーシーカレーの力いつでも、さがしているよ                                                                            | ミリアサあるある うた - 山猫アーサー（竹達彩奈） |
| 第12話 (#72) | 忙しい僕らのコーヒー(1)忙しい僕らのコーヒー(2)忙しい僕らのコーヒー(3)                                                 | ミリアサあるある うた - 盗賊アーサー（佐倉綾音）、ウアサハ（金元寿子） |
| 第13話 (#73) | こっちを向いて(1)こっちを向いて(2)こっちを向いて(3)                                                                   | ミリアサあるある うた - エル（井口裕香）、団長アーサー（雨宮天） |
| 第14話 (#74) | 欲しいものはただひとつ(1)欲しいものはただひとつ(2)欲しいものはただひとつ(3)                                           | ミリアサあるある うた - ラタトスク（大久保瑠美）、交響性ガラハッド（花澤香菜）、交響性ガウェイン（村瀬歩） |
| 第15話 (#75) | 伝統価値観朝起きると                                                                                                  | ミリアサあるある うた - 富豪アーサー（岡本信彦）、傭兵アーサー（阿部敦） |
| 第16話 (#76) | 命に火をつけて花鳥風月愛しき世界                                                                                      | ミリアサあるある うた - 閣下アーサー（花江夏樹）、錬金アーサー（水瀬いのり） |
| 第17話 (#77) | 戦況ペリドッドとミネラルうなぎ                                                                                        | ミリアサあるある うた - ペリドッド（矢作紗友里）、ミネラル（井澤詩織） |
| 第18話 (#78) | 閉ざされた扉の向こう(1)閉ざされた扉の向こう(2)閉ざされた扉の向こう(3)                                                 | ミリアサあるある うた - 盗賊アーサー（佐倉綾音）、歌姫アーサー（内田真礼） |
| 第19話 (#79) | ELLKIN | ミリアサあるある うた - ガウェイン（浪川大輔）、エル（井口裕香） |
| 第20話 (#80) | 幸せを持ち寄ろう(1)幸せを持ち寄ろう(2)幸せを持ち寄ろう(3)                                                             | ミリアサあるある うた - ファルサリア（茅野愛衣）、ブリギッテ（芹澤優）、閣下アーサー（花江夏樹） |
| 第21話 (#81) | 思春期(2)虹ベーシックインカム                                                                                         | ミリアサあるある うた - ボダッハ（三森すずこ）、錬金アーサー（水瀬いのり） |
| 第22話 (#82) | 江の島気分で会いに行く(1)江の島気分で会いに行く(2)江の島気分で会いに行く(3)                                           | ミリアサあるある うた - エル（井口裕香）、錬金アーサー（水瀬いのり） |
| 第23話 (#83) | タイトルなし | ミリアサあるある うた - ウアサハ（金元寿子）、ファルサリア（茅野愛衣） |
| 第24話 (#84) | ビバ！オンラインサロン！(1)ビバ！オンラインサロン！(2)ビバ！オンラインサロン！(3)                                     | ミリアサあるある うた - エル（井口裕香）、ビスクラヴレット（井澤詩織） |

### 番外編
| 話数                            | サブタイトル                                                                             | ED補足 |
| ------------------------------- | ---------------------------------------------------------------------------------------- | --- |
| 番外編1                         | 「PS Vita版/PS4版『乖離性ミリオンアーサー』 配信決定記念CM 第1弾」 なんと！              | EDは第1クールと同様 全員うさみみをつけている ホッピングを持つアーサー剣術の城 PSVitaをプレイするウアサハ、スカアハ、盗賊アーサーとアーサー魔法の派 ビスクラがクルミンにおまんじゅうを食べさせる PSVitaを持つ傭兵アーサー ガウェインの網の中にもったいないおばけ 浮き輪をつけたパルディッシュ ホッピングに乗ったエル カスタネットを持つ歌姫アーサー ホッピングが突き刺さった富豪アーサー PSVitaをしゃぶる炎夏型フェイ |
| 番外編2                         | 「PS Vita版/PS4版『乖離性ミリオンアーサー』 配信決定記念CM 第2弾」 360度対応！           | EDは第2クールと同様 マイクと台本を持った中田譲治 「な、な…？（中略）中田譲治…マジ！？」 |
| 番外編3                         | 「PS Vita版/PS4版『乖離性ミリオンアーサー』 配信決定記念CM 第3弾」 表現は次のステージへ… | EDは第3クールと同様 なまはげに扮した大納言エルと盗賊アーサー 「悪い子(ミリアサやってねぇヤツ)はいねぇがぁ〜！」 「う、嘘ですよね？まさか…まさかあなたほどのお方がやっていないなんて… …移植…そうだ！移植しますよプレステに！ やった！！これで…これで死なないで済む！っしゃあ！！」 |
| Blu-ray映像特典                 | ひょっとこブリテン島(1)ひょっとこブリテン島(2)ひょっとこブリテン島(3)                    | 第1クール - 第4クールEDの複合版 |
| #フォーエバー拡散性MA           | フォーエバー拡散性(1)フォーエバー拡散性(2)フォーエバー拡散性(3)                          | 「拡散性ミリアサ高校校歌」を歌う エル・剣ーサーを突き刺すビスクラヴレット・技ーサー・魔ーサー 「ミリオンの空に はばたいた羽 友よみてるか この後光 始発で熱海を みにいこう おまえの金で おまえの金で」 |
| 乖離性MA配信開始5周年記念増刊号 | 5周年とアプデ(1)5周年とアプデ(2)5周年とアプデ(3)                                         | 無し |

### 配信サイト
| 配信期間                        | 配信時間          | 配信サイト         | 備考                                             |
| ------------------------------- | ----------------- | ------------------ | ------------------------------------------------ |
| 2015年11月20日 - 2019年11月14日 | 水曜 12:00頃 更新 | ニコニコチャンネル | 全話無料（無期限）だが、配信日が前後する事もある |
|                                 |                   | YouTube            | 同上                                             |

### 関連商品

#### Blu-ray
スクウェア・エニックスe-STORE専売。
| 発売日        | タイトル                    | 収録話                                              | 規格品番 |
| ------------- | --------------------------- | --------------------------------------------------- | -------- |
| 2017年3月22日 | 弱酸性ミリオンアーサー 2016 | 第1話 - 第48話 + 番外編1 - 番外編3、Blu-ray映像特典 | SE-E0557 |